# میرلا مانیانی
میرلا مانیانی (یونانی: Μιρέλα Μανιάνι؛ زادهٔ ۲۱ دسامبر ۱۹۷۶) پرتاب‌گر نیزه اهل یونان است.